# Geosesarma malayanum
Espèce
Geosesarma malayanum est une espèce de petit crabe rouge de la famille des Grapsidae.
Geosesarma malayanum est célèbre pour ses relations avec les Nepenthes. On sait qu'il visite les urnes de Nepenthes ampullaria et les dévalise de leur contenu. Il utilise ses pinces pour broyer les proies noyées. Toutefois, il est possible que ces crabes soient occasionnellement piégés par les urnes.

## Distribution
Cette espèce se rencontre en Malaisie.

## Publication originale
- (en) Ng & Lim, 1987 : « The taxonomy and biology of the nepenthiphilous freshwater sesarmine crab, Geosesarma malayanum Ng & Lim, 1986 (Crustacea, Decapoda, Brachyura, Grapsidae) from Peninsular Malaysia ». Malayan Nature Journal, vol. 41, p. 393–402.